# Metallesthes metalescens
Metallesthes metalescens är en skalbaggsart som beskrevs av White 1859. Metallesthes metalescens ingår i släktet Metallesthes och familjen Cetoniidae. Inga underarter finns listade i Catalogue of Life.